# RJ-45
RJ-45 (ili RJ45) je u računarstvu neformalni naziv za 8-polni modularni utikač ili utičnicu kakve se koriste u strukturnom kabliranju
(npr. za potrebe Ethernet-a ili ISDN-a).
Izvorno (u SAD) je RJ45 (od Registered Jack 45) oznaka za izvedbu priključka zakupljenog voda za prijenos podataka s podešavanjem razine signala pomoću otpornika ugrađenog u utičnicu.
Taj je priključak 8-polni, međutim pored načina spajanja djelomično se razlikuje i u fizičkom obliku.
Druge RJ oznake standardiziranih priključaka također se zloupotrebljavaju,
npr. RJ11 je u SAD oznaka priključka za običnu telefonsku liniju, a često se koristi kao
naziv za bilo koji fizički odgovarajući utikač ili utičnicu.